# سانغر (جزيرة)

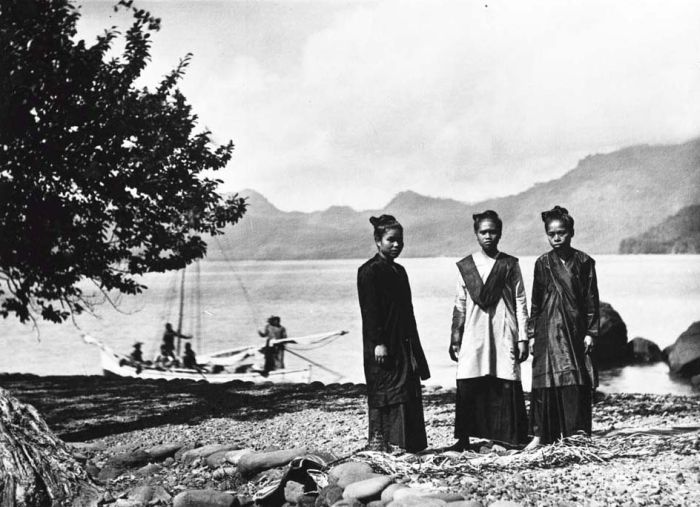
صورة لفتيات شابات في حدود عام 1900 يرتدين الملابس التقليدية

جزيرة سانغر (أو سانغر الكبرى) (بالإندونيسية سانغر بيسار) هي أكبر جزيرة في مجموعة جزر سينغيه وتتبع مقاطعة سولاوسي الشمالية. اللغة الرئيسية هي اللغة السانغرية.
كانت الجزيرة مسرحاً لثوران بركان جونونج آوو في آذار 1856 مما أدى إلى إعادة تشكيل الجبل، وكانت فيضانات هائلة. وقدر عدد القتلى أكثر من 2000 قتيلاً، وربما يصل العدد إلى 6000 قتيلاً. وقعت ثورانات أخرى للبركان في عامي 1966 و2004.